# Jock
Mark Simpson (East Kilbride, Escocia, 24 de septiembre de 1972), conocido por su pseudónimo Jock, es un historietista británico, conocido por su trabajo para 2000 AD, Los perdedores, y más recientemente Batman y Lobezno.

## Carrera

### Cómics
Jock empezó su carrera profesional en la revista británica 2000 AD, en series como Judge Dredd y Lenny Zero, esta última junto al guionista Andy Diggle.
Junto a Diggle consiguió debutar en la industria estadounidense en la línea Vertigo de DC Comics, trabajando en Los Perdedores y Green Arrow: Year One. También para Vértigo, y con Mike Carey, otro antiguo colaborador de 2000 AD, Jock realizó un número de Hellblazer y la miniserie Faker, retomando al personaje de John Constantine en la novela gráfica Hellblazer: Pandemónium, escrita por Jamie Delano. Tras una etapa en Green Arrow consiguió más trabajo en títulos exitosos de DC, en particular dos arcos argumentales en Detective Comics, el primero protagonizado por Batwoman y el segundo por Batman.
Jock es un prolífico portadista, con un estilo distintivo: ha realizado portadas para varias series de todas las editoriales de cómic importantes. 
En el 9 de abril de 2011 Jock fue uno de los 62 creadores de cómics que aparecieron en el estand de IGN en la convención Kapow! en Londres para batir dos Record Guiness: el de la producción más rápida de un cómic, y el de cómic con mayor número de creadores. Con oficiales de Guiness a su lado para monitorizar su progreso, el guionista Mark Millar empezó el trabajo a las nueve de la mañana, escribiendo un cómic de Superior de 20 páginas en blanco y negro, con Jock y los otros dibujantes apareciendo en escena a lo largo del día para trabajar en los lápices, entintado y rotulación, entre ellos Dave Gibbons, Frank Quitely, John Romita Jr., Adi Granov, Doug Braithwaite, Ian Churchill, Olivier Coipel, Duncan Fegredo, Simon Furman, David Lafuente, John McCrea, Sean Phillips y Liam Sharp, quienes dibujaron cada uno una viñeta, con el dibujante regular de Superior, Leinil Yu, craendo la portada del cómic. El ejemplar se completó en 11 horas, 19 minutos, y 38 segundos, y se publicó por Icon el 23 de noviembre de 2011. Todos los beneficios se donaron a la Yorkhill Children's Foundation.

### Trabajo en el cine
Jock has contribuido con dibujos conceptuales y diseño gráfico en varias producciones cinematográficas y campañas promocionales, incluyendo Hancock, Battleship, Hijos de los hombres, Dredd, Batman Begins y X-Men: Días del futuro pasado.
Fue el principal diseñador conceptual en Dredd.
Continuó su trabajo con el guionista de Dredd, Alex Garland, en su siguiente película, Ex Machina, trabajando en el diseño del robot Ava (interpretada por Alicia Vikander).

### Pósteres
Jock ha realizado varios carteles promocionales para Mondo, incluyendo las películas The Divide, Zombie, La última casa a la izquierda, West of Memphis, The Dark Knight Rises, The Raid, Dredd, Zero Dark Thirty, La Cosa, Halloween, y Iron Man 3.

## Premios

### Nominaciones
- 2006: Premio Eisner al Mejor portadista (por Los perdedores).
- 2012: Premio Stan Lee al Mejor dibujante (por Detective Comics)

### Premios
- 2001:  National Comics Award al Mejor nuevo talento (por Judge Dredd en 2000 AD, empatado con Frazer Irving, por Necronautas en 2000 AD).
- 2012: Premio Stan Lee a la Mejor serie regular (por Detective Comics, con Scott Snyder y Francesco Francivilla).
- MTV Los 10 mejores pósteres de 2010 (número 8, por Los perdedores).